# Коннолли, Бретт
Бретт Коннолли (англ. Brett Connolly; 2 мая 1992, Кэмпбелл-Ривер, Британская Колумбия, Канада) — канадский хоккеист, правый нападающий клуба Национальной хоккейной лиги «Чикаго Блэкхокс». Будучи юниором, играл в команде «Принс-Джордж Кугэрз» и в 2009 году был назван новичком года в WHL и во всей Канадской хоккейной лиге.
На драфте НХЛ 2010 года Коннолли был выбран командой «Тампа-Бэй Лайтнинг» под общим шестым номером, в НХЛ начал выступать с сезона 2011/2012. Четырьмя годами позже «Лайтнинг» обменяли его в «Бостон Брюинз». В 2018 году, Бретт Коннолли стал обладателем Кубка Стэнли в составе «Вашингтон Кэпиталз».
На международном уровне, Коннолли выступал за сборную Канады на юниорском чемпионате мира 2009 года, Мемориале Ивана Глинки в 2009 году и двух молодёжных чемпионатах мира — в 2011 и 2012 годах.

## Карьера

### Клубная карьера
Коннолли вырос в городе Принс-Джордж, Британская Колумбия и был выбран командой из родного города, «Принс-Джордж Кугэрз», под 10-м общим номером на драфте новичков WHL 2007 года. В 15 лет играл в минорной лиге, в команде «Карибу Кугэрз», но успел провести 4 игры и за главную команду. Первым полным сезоном в WHL для Коннолли стал сезон 2008/09, в котором Бретт забил 30 голов и набрал 30 ассистентских баллов в 65 играх, став первым 16-летним игроком, преодолевшим отметку в 30 шайб за сезон, со времён Патрика Марло, показавшего этот результат в сезоне 1995/96. Он стал победителем «Джим Пигготт Мемориал Трофи», как лучшему новичку WHL, после чего стал номинантом на приз лучшего новичка всей CHL. По итогам голосования обошёл Дмитрия Куликова из QMJHL и Евгения Грачёва из OHL.
Второй полный сезон в юниорской лиге для Коннолли оказался омрачён серьёзной травмой бедра. Он сыграл всего лишь в 16 играх сезона (19 очков) и пропустил Матч топ-проспектов CHL.
Коннолли был одним из лучших игроков для выбора на драфте НХЛ 2010 года, а Центральное скаутское бюро НХЛ пророчило ему выбор втоп-4 драфта и сравнивало со звёздным силовым нападающим «Коламбус Блю Джекетс» Риком Нэшем. В итоге, Коннолли выбрала «Тампа-Бэй Лайтнинг» под 6-м общим номером.
После первого тренинг-кэмпа в составе «Лайтнинг», Коннолли вернули в «Кугэрз», и в четвёртом сезоне за клуб он получил капитанскую нашивку и стал лучшим снайпером команды.
В октябре 2011 года «Тампа-Бэй» объявила, что Коннолли проведёт полный сезон в основном составе команды. Первую шайбу в НХЛ Бретт забросил 1 ноября 2011 года, огорчив Кэма Уорда из «Каролины Харрикейнз». Принял участие в втором подряд для себя молодёжном чемпионате мира по ходу своего первого сезона в НХЛ..
14 сентября 2012 года из-за локаута в НХЛ вместе с 17 другими игроками был отправлен в команду Американской Хоккейной Лиги (АХЛ) «Сиракьюз Кранч», откуда «Тампа» подняла его лишь в апреле 2013 года. Первый сезон в АХЛ для Коннолли сложился неплохо, он сыграл в 67 играх, забив 27 голов и набрав в общей сложности 57 очков при показателе полезности +15 и 51 штрафной минуте. Он стал вторым в команде по голам и очкам и третьим по передачам. После пятиматчевой вылазки в «Тампу», Коннолли вернулся в «Кранч» и помог команде добраться до финала Кубка Колдера, который был проигран клубу «Гранд-Рапидс Гриффинс» в шести играх.
Перед началом сезона 2013/14, Коннолли провёл превосходный тренинг-кэмп, в котором отметился четырьмя шайбами в предсезонных играх. Но несмотря на это, он не смог попасть в основной состав, так как отличную сыгранность продемонстрировали другие новички Ондржей Палат, Тайлер Джонсон и Рихард Паник, ставшие в итоге третьим звеном команды. Стив Айзерман, тогдашний генеральный менеджер «Лайтнинг», посчитал, что такому игроку, как Коннолли, не стоит играть в четвёртом звене и отправил игрока в «Кранч» снова, вызвав Коннолли лишь на 11 матчей того сезона. Впрочем, в АХЛ он опять не затерялся, набрал 57 очков (21+36) в 66 матчах сезона и получил вызов на Матч всех звёзд АХЛ.
В июле 2014 года, «Тампа» предложила Коннолли новый однолетний двухсторонний контракт с клубом, который игрок подписал, но уже походу сезона обменяла Бретта в «Бостон Брюинз» на драфт-пики. На второй тренировке в составе «Брюинз» Коннолли умудрился сломать руку, что отсрочило его дебют в составе «мишек» на месяц. Дебютировал в составе «Бостона» 3 апреля 2014 года в победном матче против «Детройт Ред Уингз», в котором отдал две голевые передачи.

## Статистика
| Легенда | Легенда                    | Легенда | Легенда                   | Легенда | Легенда    |
| ------- | -------------------------- | ------- | ------------------------- | ------- | ---------- |
| И       | Количество проведённых игр | Штр     | Штрафное время            | +/−     | Плюс-минус |
| Г       | Голы                       | П       | Голевые передачи          | О       | Очки       |
| -       | Статистика неизвестна      | —       | Статистика не учитывалась |         |            |

## Достижения
- Обладатель приза Джим Пигготт Мемориал Трофи 2009 года (WHL)
- Обладатель приза лучшего новичка CHL 2009 года
- Обладатель Президентского Кубка 2017 года
- Обладатель Приза принца Уэльского 2018 года
- Обладатель Кубка Стэнли 2018 года